# Ashi Dorji Wangmo Wangchuck
Ashi Dorji Wangmo Wangchuck, född 10 juni 1955, drottning av Bhutan, andra dottern av Dasho Yab Ugyen Dorji och Yum Thuiji Zam, gift med Jigme Singye Wangchuck. Hon är mor till:
- Ashi Sonam Dechen Wangchuck
- Dasho Jigyel Ugyen Wangchuck